# ダーラナ大学
ダーラナ大学(英: Dalarna University, スウェーデン語: Högskolan Dalarna)は、スウェーデン中部に位置するダーラナ県ファールン市とボーレンゲ市にある大学。創立は1977年。
メインキャンパスはファールン市内のルグネットにある。

## 基礎データ

### 所在地
- ファールンキャンパス (ダーラナ県ファールン市)
- ボーレンゲキャンパス (ダーラナ県ボーレンゲ市)

### 象徴

#### ロゴマーク
「キキョウ」をモチーフにしている。

## 組織

### 学部
- 人文情報学部

## 学長
- ハンス・レナート・ルンド (Hans-Lennart Lundh 1977–1980)
- ビルゲル・クリストファーション　(Birger Christofferson 1980–1991)
- クラース・ヴァルビン　(Clas Wahlbin 1993–1994)
- アンデシュ・マリエルウス　(Anders Marelius 1995–1997)
- レイフ・ボリエット (Leif Borgert 1997–2003)
- アグニエタ・スタルク　(Agneta Stark 2004–2010)
- Marita Hilliges (2010– )